# Saint-Sulpice-des-Rivoires
Saint-Sulpice-des-Rivoires ist eine französische Gemeinde mit 427 Einwohnern (Stand: 1. Januar 2022) im Département Isère in der Region Auvergne-Rhône-Alpes. Sie gehört zum Arrondissement La Tour-du-Pin und zum Kanton Le Grand-Lemps. 

## Geographie
Die Gemeinde Saint-Sulpice-des-Rivoires liegt im westlichen Vorland des Chartreuse-Gebirges, etwa 68 Kilometer ostsüdöstlich von Lyon. An der westlichen Gemeindegrenze entspringt der Bièvre. Umgeben wird Saint-Sulpice-des-Rivoires von den Nachbargemeinden La Bâtie-Divisin im Norden, Velanne im Nordosten, Saint-Geoire-en-Valdaine im Osten, Massieu im Süden, Bilieu im Südwesten sowie Montferrat im Westen.

## Bevölkerungsentwicklung
| Jahr                       | 1962 | 1968 | 1975 | 1982 | 1990 | 1999 | 2010 | 2021 |
| -------------------------- | ---- | ---- | ---- | ---- | ---- | ---- | ---- | ---- |
| Einwohner                  | 250  | 217  | 222  | 256  | 343  | 411  | 450  | 429  |
| Quellen: Cassini und INSEE |      |      |      |      |      |      |      |      |

## Sehenswürdigkeiten

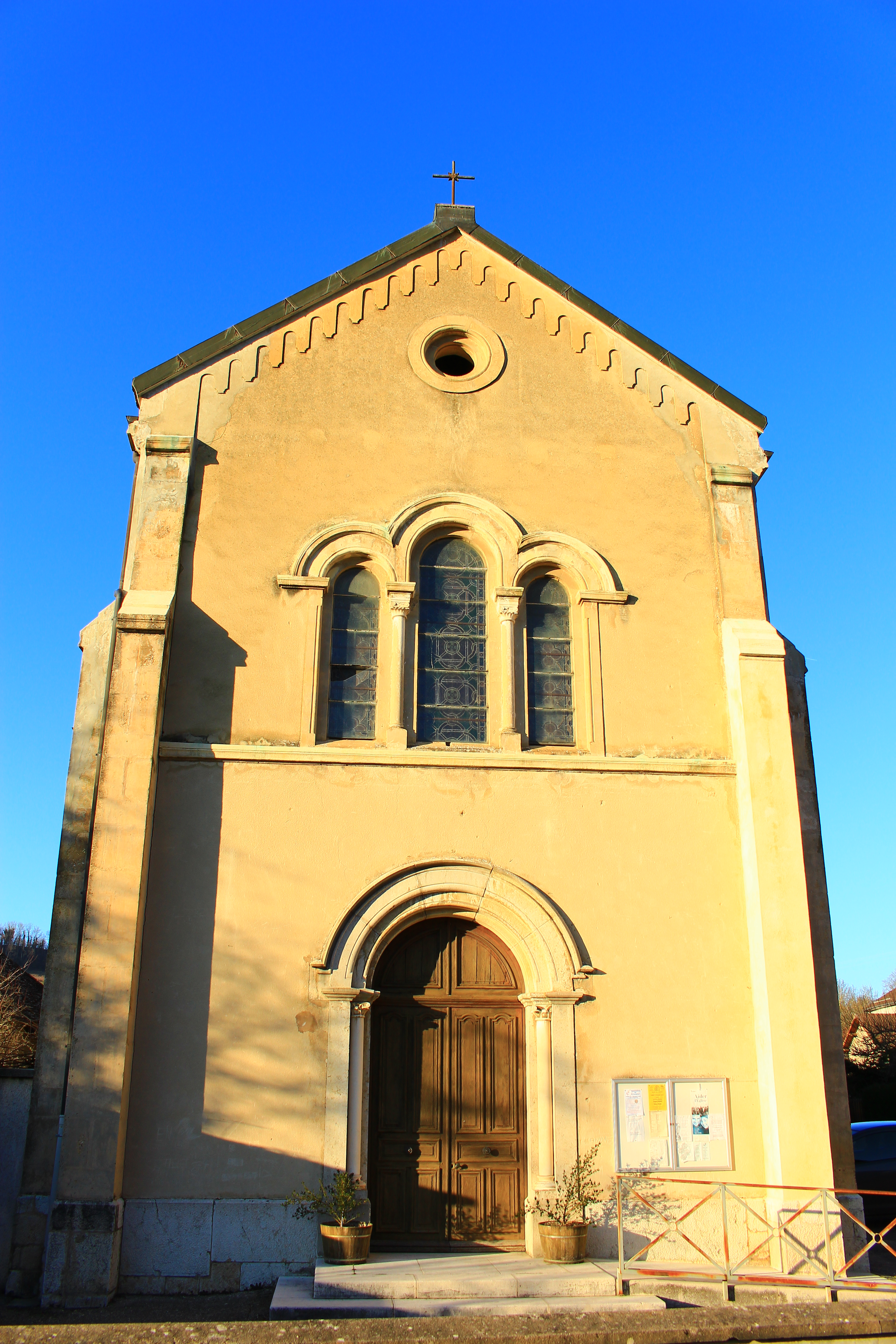
Kirche Saint-Sulpice
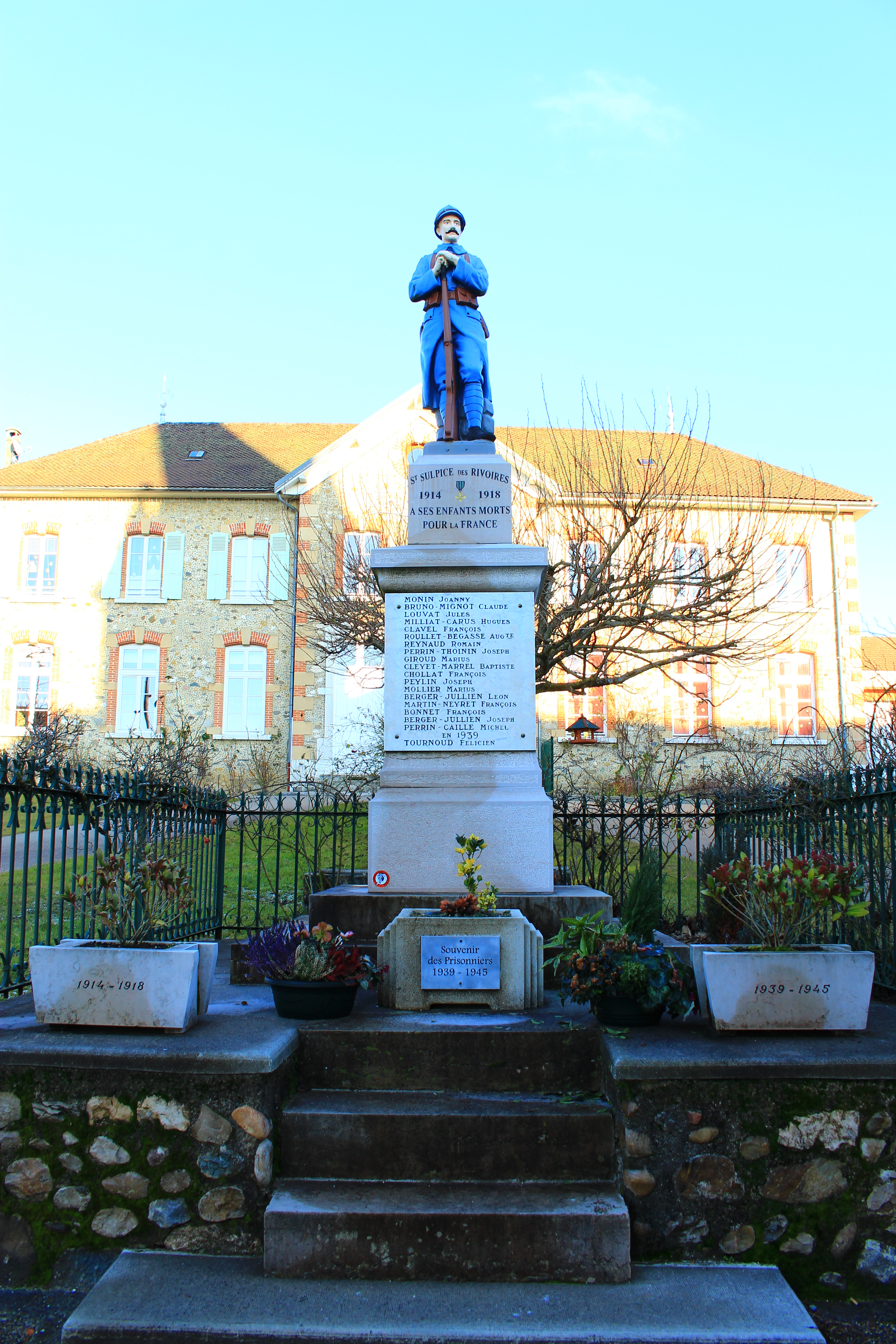
Gefallenendenkmal

- Kirche Saint-Sulpice
- Gefallenendenkmal